# Spoorlijn Apeldoorn - Deventer
De Spoorlijn Apeldoorn - Deventer is de tussen 1887 en 1888 geopende spoorlijn die Apeldoorn met Deventer verbindt. De lijn werd aanvankelijk als lokaalspoorweg aangelegd door de Koninglijke Nederlandsche Locaalspoorweg-Maatschappij. Het traject werd echter al snel omgebouwd tot hoofdspoorweg en maakt nu deel uit van een van de belangrijkste reizigers- en goederenverbindingen tussen de Randstad en Duitsland.

## Geschiedenis

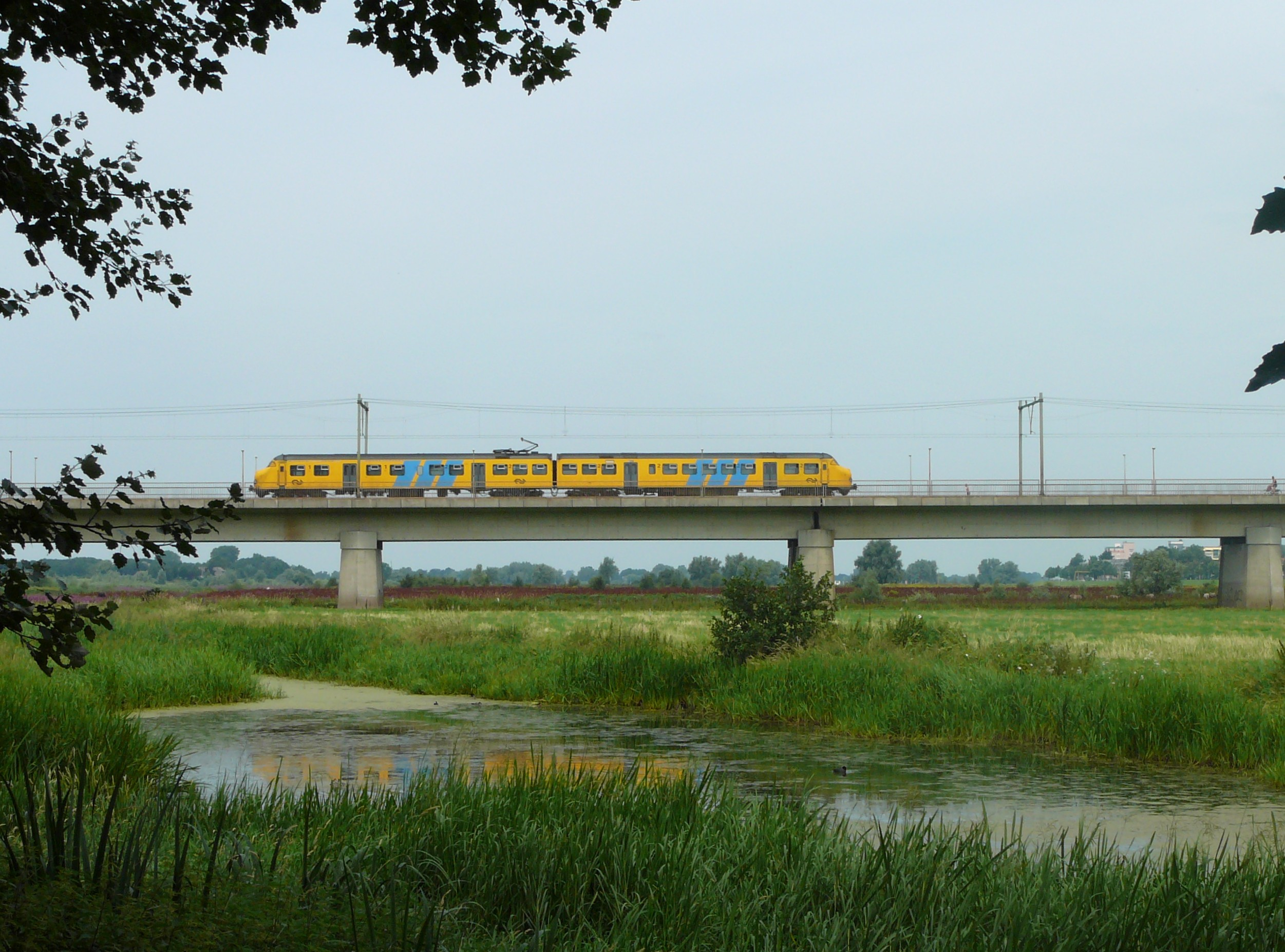
Een treinstel Plan V onderweg van Almelo naar Apeldoorn op de IJsselbrug bij Deventer, 27 juli 2008.

De Koninglijke Nederlandsche Locaalspoorweg-Maatschappij werd in 1880 opgericht. De maatschappij legde in de tien jaar na de oprichting vanuit Apeldoorn lokaalspoorlijnen aan naar Zwolle en Dieren. In 1887 en 1888 werd de spoorlijn van Apeldoorn naar Deventer aangelegd. Het traject tussen Apeldoorn en de Holthuizerstraat, even voor het begin van de spoordijk richting de IJsselbrug, werd eind 1887 geopend. De spoorbrug en de laatste paar kilometers naar Deventer volgden een jaar later. Datzelfde jaar kwam ook het aansluitende traject naar Almelo gereed. Hoewel Deventer al een treinstation had aan Staatslijn A tussen Arnhem, Zwolle en Leeuwarden, kreeg de KNLS-lijn een eigen stationsgebouw. De Staatslijn werd ten slotte geëxploiteerd door de Maatschappij tot Exploitatie van Staatsspoorwegen, terwijl de KNLS-lijn door de grote concurrent, de HSM geëxploiteerd zou worden. Beide lijnen kruisten elkaar ten noorden van de stations. In Apeldoorn kon gewoon gebruikgemaakt worden van het bestaande HSM-station aan de Oosterspoorweg.
Gezien het belang van de nieuwe oost-westverbinding naar Almelo, dat al sinds 1865 een verbinding had met het Duitse achterland, werd de gehele lijn tussen Apeldoorn en Almelo binnen vijf jaar omgebouwd tot hoofdspoorweg. Zo hadden zowel de HSM als de SS verschillende grensoverschrijdende spoorwegverbindingen. Bij de fusie tussen de HSM en de SS in 1917 werd besloten dat dit traject de belangrijkste doorgaande verbinding werd tussen de Randstad en Twente/ Noord-Duitsland. Niet lang na dit besluit werd de spoorlijn dan ook verdubbeld. In 1951 werd de gehele lijn geëlektrificeerd. De oude verbinding via Zutphen werd hierbij definitief gedegradeerd tot regionale zijlijn.

### De spoorbrug over de IJssel

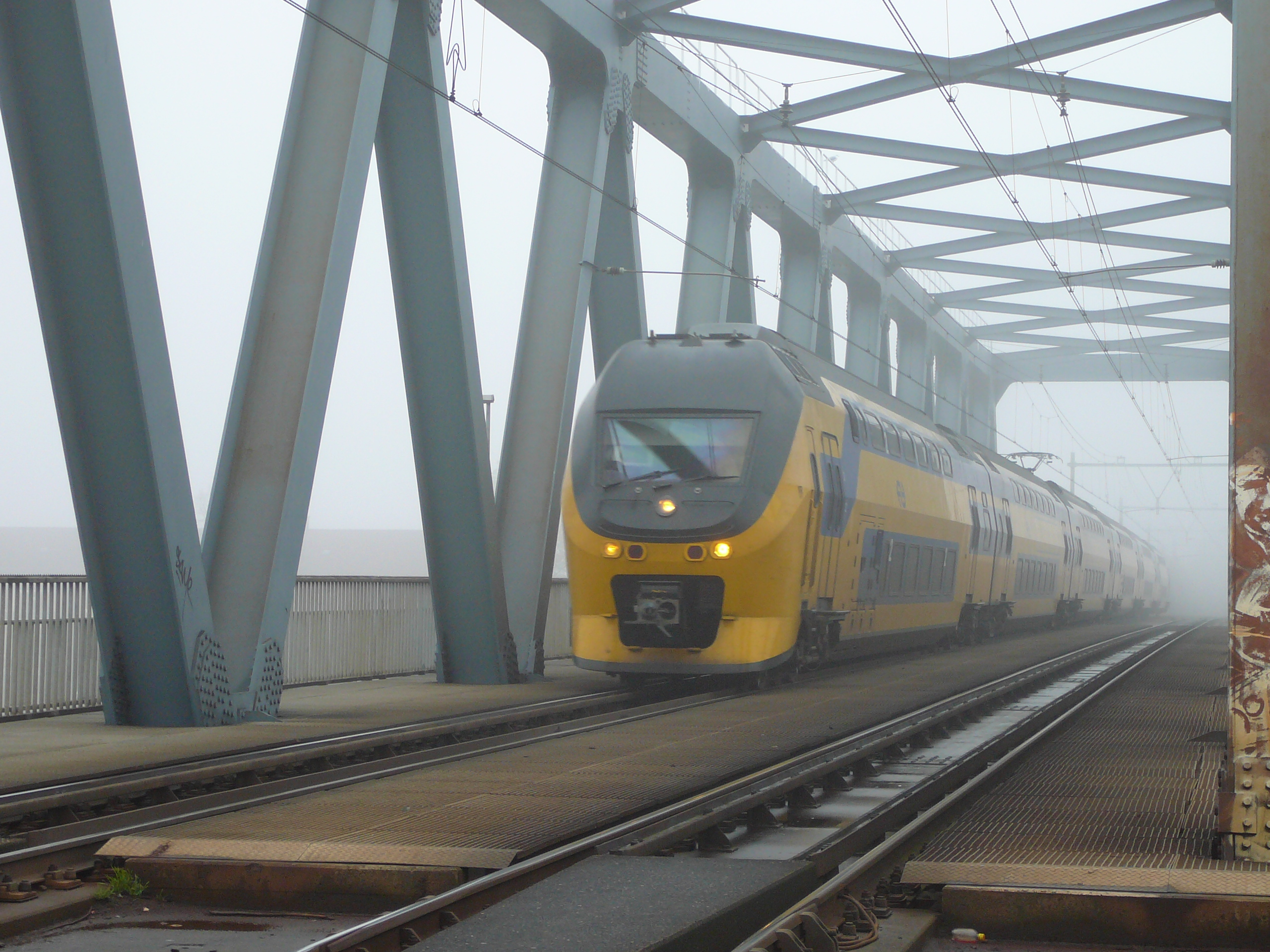
VIRM treinstel 8647 als trein 1744 Enschede - Rotterdam Centraal op de IJsselbrug bij Deventer, 4 november 2008.

Bij Deventer werd tussen 1886 en 1887 de spoorbrug over de IJssel gebouwd. Het overige verkeer was destijds aangewezen op een schipbrug, maar mocht nu bij hoog water gebruikmaken van de spoorbrug. Tien minuten voordat de trein de brug opreed werd de brug voor de veiligheid voor alle verkeer gesloten. In mei 1940 werd de brug door het Nederlandse leger en in april 1945 door Duitse troepen opgeblazen. Na de Bevrijding werd door de Britse genie een degelijke noodbrug gebouwd. Deze brug was net als de oude brug enkelsporig, maar had geen mogelijkheid tot medegebruik voor ander verkeer.
Met het toenemen van het treinverkeer was deze enkelsporige flessenhals steeds vaker de oorzaak van vertragingen. Het duurde echter nog tot 1982 totdat de noodbrug werd vervangen door een nieuwe definitieve dubbelsporige brug. Aan één zijde van de brug is een fietspad gebouwd en aan de andere zijde een voetpad. Voor het gemotoriseerde verkeer was in 1943 een nieuwe verkeersbrug over de IJssel in gebruik genomen.

### Stations en gebouwen

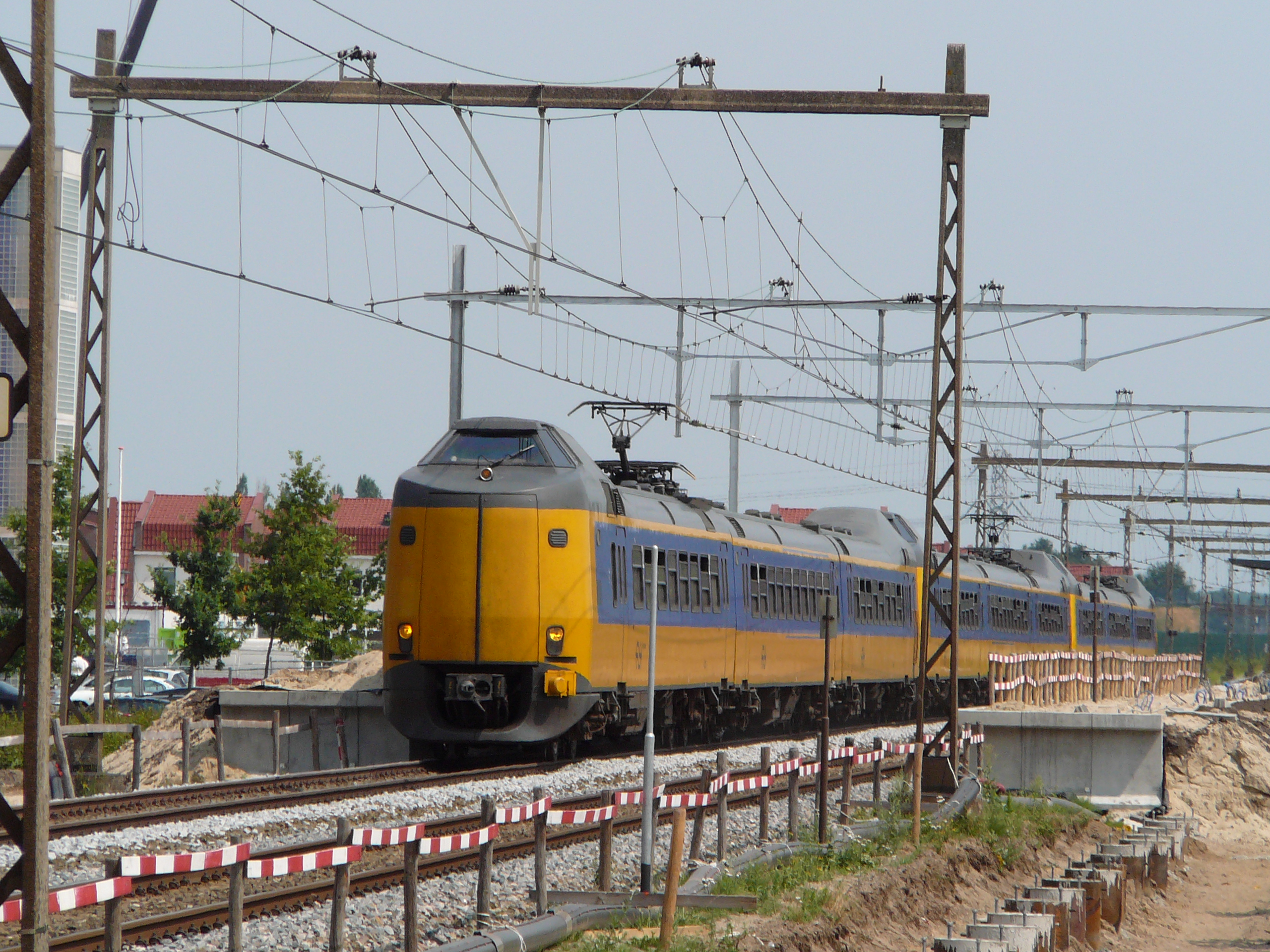
ICM treinstellen 4025, 4020 en 4048 onderweg van Enschede naar Amsterdam Centraal en Schiphol passeren op 20 juli 2006 de in aanbouw zijnde halte Apeldoorn Osseveld.

Zoals vermeld kon de KNLS in Apeldoorn gebruikmaken van het bestaande stationsgebouw. In Teuge, Twello en Deventer werden wel nieuwe stationsgebouwen neergezet. In Deventer werd het eerste jaar een tijdelijk station op het voorplein van het bestaande SS station gebruikt. Een jaar later was de verbindingsbaan gereed en werd ten oosten van het SS station door de HSM een houten stationsgebouw neergezet. Dit station deed dienst tot het gezamenlijke station in 1914 in gebruik werd genomen. Hierna werd het gebouw gesloopt. In Teuge en Twello werd standaardontwerpen van de KNLS toegepast. De maatschappij had ontwerpen verdeeld in drie klassen. In Teuge kwam een verkorte versie van het type 2e klasse en in Twello kwam een gebouw van het type 1e klasse. Station Teuge werd in 1935 net als de meeste andere stopplaatsen gesloten; het gebouw werd 15 jaar later afgebroken. Het stationsgebouw van Twello ging bij een bombardement in de Tweede Wereldoorlog verloren. Het dorp kreeg na de oorlog een tijdelijk stationsgebouwtje. Het station werd in 1951 gesloten. Hierdoor waren er op het gehele 15 kilometer lange traject tussen Apeldoorn en Deventer geen tussenstations meer.
In december 2006 werd in het kader van de verbetering van het openbaar vervoer in de Stedendriehoek Apeldoorn–Deventer–Zutphen een aantal nieuwe haltes geopend. Aan de spoorlijn tussen Apeldoorn en Deventer werd de voorstadhalte Apeldoorn Osseveld geopend. Ook in Twello werd, een paar honderd meter van het voormalige station, een nieuwe halte geopend.
Overzicht van stations langs de lijn (cursief: voormalig station):
| Station            | Geopend | Huidig gebouw                                                   |
| ------------------ | ------- | --------------------------------------------------------------- |
| Apeldoorn          | 1876    | 1875, HSM, 1e gebouw, uniek ontwerp                             |
| Apeldoorn Osseveld | 2006    | geen                                                            |
| Teuge              | 1887    | geen, station gesloten in 1935, gebouw gesloopt in 1950         |
| Duistervoorde      | 1887    | geen, station gesloten in 1911                                  |
| Twello             | 2006    | geen                                                            |
| Twello             | 1887    | geen, station gesloten in 1951, gebouw gesloopt in 1947         |
| Holthuizerstraat   | 1887    | geen, station gesloten in 1932                                  |
| Bandijk            | 1945    | geen, station na heropening van de IJsselbrug gesloten in 1945  |
| IJsselbrug         | 1888    | geen, station gesloten in 1919                                  |
| Deventer           | 1865    | 1914, SS, 2e gebouw, uniek ontwerp van Menalda van Schouwenburg |

De stations Apeldoorn en Deventer waren al eerder geopend bij de opening van andere spoorlijnen.

## Treindienst
Lange tijd reden alleen doorgaande treinen tussen de Randstad en Twente/ Duitsland op het traject. Door het gebrek aan tussenstations was het niet nodig dat er aparte stoptreinen op het traject reden. Met de komst van de twee nieuwe haltes langs de spoorlijn in 2006 werd de stoptreindienst Almelo - Deventer doorgetrokken naar Apeldoorn.
De huidige reizigersdienst wordt verzorgd door de Nederlandse Spoorwegen. Er rijden buiten de spits drie intercity's per uur en in de spits vier intercity's per uur. Deze treinen stoppen alleen in Apeldoorn en Deventer. Daarnaast rijdt de sprinter Apeldoorn - Almelo v.v. (in de spits verlengd naar Enschede) tweemaal per uur over het traject. Naast reizigerstreinen rijden ook een groot aantal spoorwegmaatschappijen met zowel nationale als internationale goederentreinen over het traject.
| Serie         | Treinsoort                                    | Route | Bijzonderheden |
| ------------- | --------------------------------------------- | --- | --- |
| 140/240 IC 77 | Intercity (NS International / DB Fernverkehr) | Amsterdam Centraal – Hilversum – Amersfoort Centraal – Apeldoorn – Deventer – Hengelo – Bad Bentheim – Rheine – Osnabrück Hbf – Bünde (Westf) – Hannover Hbf – Berlin-Spandau – Berlin Hbf – Berlin Ostbahnhof | Stopt niet in Almelo. Rijdt elke twee uur. |
| 1500          | Intercity (NS)                                | Amsterdam Centraal – Hilversum – Amersfoort Centraal – Apeldoorn – Deventer | Rijdt op werkdagen tijdens de spits van/naar Deventer. Tussen de spitsen is dat 1x per 2 uur. Rijdt in het weekend enkele ritten van/naar Deventer. |
| 1700          | Intercity (NS)                                | Den Haag Centraal – Gouda – Utrecht Centraal – Amersfoort Centraal – Apeldoorn – Deventer – Almelo – Hengelo – Enschede                                                                                        | Rijdt na 20:00 uur tussen Enschede en Utrecht Centraal en rijdt dan vanaf Utrecht Centraal door als Intercity 2800 naar Rotterdam Centraal.         |
| 7000          | Sprinter (NS)                                 | Apeldoorn – Deventer – Almelo – Hengelo – Enschede | Rijdt in de spits van/naar Enschede |